# Vụ giết hại John Lennon
Chiều tối ngày 8 tháng 12 năm 1980, nhạc sĩ và nhà hoạt động hòa bình John Lennon bị ám sát bằng súng tại mặt tiền khu chung cư The Dakota, thành phố New York. Hung thủ Mark David Chapman tới từ Hawaii, là một người hâm mộ của ban nhạc The Beatles. Hắn đã giết John Lennon vì hắn là một người bị trầm cảm, chán ngấy thế giới và muốn mọi người biết tới mình nên đã lên kế hoạch ám sát John Lennon – người hắn xem là một kẻ đạo đức giả.
Chapman đã lên kế hoạch ám sát từ nhiều tháng trước, và y đã đứng chờ Lennon từ buổi sáng ngày 8 tháng 12. Chiều hôm đó, nhạc sĩ người Anh còn ký tặng Chapman lên bìa album Double Fantasy và sau đó tới thu âm tại phòng thu Record Plant. Tối hôm đó, Lennon cùng vợ Yoko Ono quay trở lại The Dakota và bị Chapman dùng khẩu Charter Arms Undercover .38 Special bắn 5 phát vào lưng. Sau đó, hắn ngồi đọc nốt cuốn Bắt trẻ đồng xanh chờ cảnh sát tới bắt giữ. Lennon qua đời trước khi đưa đi đưa cấp cứu ở Bệnh viên đa khoa Roosevelt.
Vụ việc này là một trong những sự kiện chấn động nhất thế giới trong năm 1980. Lennon được hỏa táng tại nghĩa trang Ferncliff, thành phố New York. Chapman bị tuyên án chung thân và được cho phép đối chất từ năm 2000. Tính tới năm 2021, hắn vẫn bị giam giữ tại nhà tù Wende sau 11 lần bị từ chối mãn hạn tù.

## John Lennon trước vụ ám sát

### Chân dung John Lennon

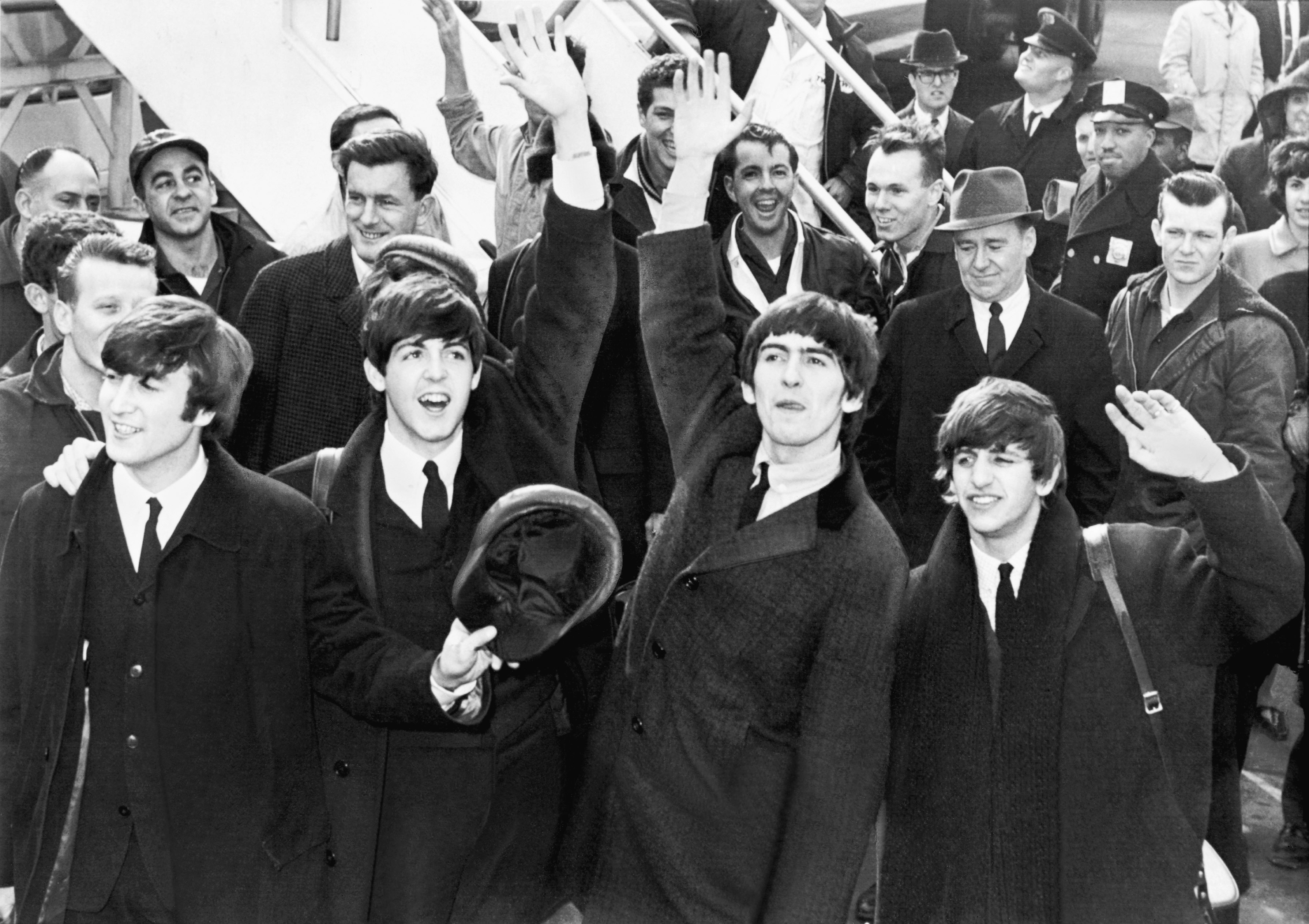
John Lennon (trái) cùng The Beatles lần đầu xuống sân bay JFK, New York trong chuyến lưu diễn làm nên tên tuổi vào năm 1964.

John Winston Lennon sinh ngày 9 tháng 10 năm 1940 tại Liverpool, Anh. Bộc lộ tài năng âm nhạc từ nhỏ, John sáng lập ra ban nhạc The Quarrymen ở trường trung học, tiền thân sau này của tứ quái The Beatles huyền thoại của những năm 60-70. Sự thành công của The Beatles là chìa khóa cho sự nổi tiếng của John khi ông vừa là thủ lĩnh, vừa là người hát, người sáng tác, người chơi nhạc cụ và là người định hướng cho ban nhạc. Sau khi The Beatles tan rã năm 1970 vì những khúc mắc liên quan tới Paul McCartney, John Lennon bắt đầu sự nghiệp solo vô cùng thành công của mình. Hơn hết, John còn là một nhà hoạt động hòa bình tích cực với những phong trào phản đối chiến tranh và yêu chuộng tự do.
Năm 1969, John kết hôn với nghệ sĩ người Nhật Bản, Yoko Ono. John sau đó đổi tên thành John Ono Lennon. Sau thời kỳ The Beatles, Ono là nhà quản lý và là nguồn động viên lớn nhất cho sự nghiệp và cuộc đời của John Lennon. Hai người sau đó tới định cư tại Mỹ. Họ cùng thành lập ban nhạc Plastic Ono Band và thực hiện những dự án âm nhạc đình đám với sự tham gia của nhiều huyền thoại, trong đó có Mick Jagger, Eric Clapton, Bob Dylan và Elton John. Ono cũng sát cánh bên Lennon trong mọi hoạt động vì hòa bình của ông.
Lennon có hai con trai là Julian Lennon (với người vợ đầu tiên Cynthia Lennon) và Sean Ono Lennon (với Yoko Ono). Năm 2002, trong cuộc bầu chọn "100 người Anh vĩ đại nhất", Lennon được đứng vị trí số 8. Ông cũng có tên trong Đại sảnh Danh vọng Rock and Roll. Năm 2004, tạp chí Rolling Stone xếp anh thứ 38 trong danh sách "100 nghệ sĩ vĩ đại nhất mọi thời đại" và xếp ban nhạc The Beatles ở vị trí số 1. Rolling Stone cũng xếp John Lennon ở vị trí số 5 trong danh sách "100 ca sĩ của mọi thời đại".

### Những buổi phỏng vấn cuối cùng

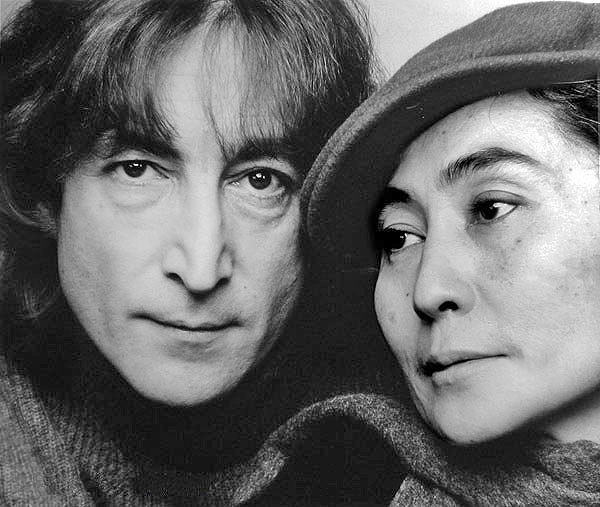
John Lennon và Yoko Ono

John Lennon có buổi phỏng vấn với tạp chí Rolling Stone vào ngày 5 tháng 12 năm 1980.
Trong cuộc phỏng vấn, John chia sẻ quan điểm của mình về những nhà phê bình âm nhạc của thời kỳ đó: "Các nhà phê bình tự dựng lên ảo tưởng về những người nghệ sĩ, nó giống như một kiểu tôn thờ thần tượng quá mức. Mà thực chất, nghệ sĩ cũng chỉ là những người bình thường đang nỗ lực hết mình để chinh phục đỉnh cao mà thôi... Bản thân tôi không thể một lần nữa leo lên đỉnh cao được."
Trớ trêu thay, câu trả lời phỏng vấn tiếp theo này của John Lennon dường như là một lời cảnh báo trước cho những điều khủng khiếp sẽ xảy ra: "Tất cả những gì họ muốn là những người hùng đã chết, như Sid Vicious, như James Dean. Tôi không thích trở thành một người hùng được tưởng nhớ khi đã chết. Tôi không bao giờ đòi hỏi phải có mọi câu trả lời cho những câu hỏi của mình trong cuộc sống. Tôi chỉ viết ra trong những bài hát của mình và tự trả lời các câu hỏi đó trung thực nhất có thế. Nhưng tôi vẫn tin vào hòa bình, tình yêu và sự thấu hiểu lẫn nhau."
Tối ngày 6 tháng 12 năm 1980, John có buổi phỏng vấn nhỏ hơn tại New York's Hit Factory. John nói với Radio 1 DJ Andy Peebles rằng ông cảm thấy an toàn và thoải mái trên đường phố New York.

### John Lennon của ngày 8 tháng 12
14h ngày 8 tháng 12 năm 1980, nhiếp ảnh gia Annie Leibovitz tới căn hộ của John và Yoko để chụp ảnh đôi vợ chồng cho tạp chí Rolling Stone. Leibovitz khẳng định bức ảnh sẽ được đưa lên trang bìa, song chỉ muốn một mình John: "Không ai muốn thấy Ono trên bìa cả". Tuy nhiên Lennon không đồng ý. 15h30', sau khi chụp hình xong, Leibovitz rời khỏi căn hộ.
Sau buổi chụp hình, John thực hiện buổi phỏng vấn cuối cùng với DJ Dave Shojin của đài RKO Radio Network. Tới 17h, vợ chồng John và Yoko rời khỏi The Dakota để tới phòng thu của Record Plant để thu âm ca khúc "Walking on Thin Ice".

## Buổi tối thứ hai định mệnh

### Động cơ của Mark Chapman
Chapman sinh ngày 10 tháng 5 năm 1955 tại Texas, Mỹ. Xuất thân trong một gia đình bố là phi công cho Không quân Hoa Kỳ và mẹ là y tá, Chapman có được sự giáo dục khá đầy đủ từ họ. Như đông đảo lượng khán giả thời bấy giờ, Chapman thần tượng The Beatles. Tuy nhiên Chapman có tiền sử tâm thần không bình thường: năm 14 tuổi, hắn từng tự bỏ nhà ra đi 2 tuần rồi từ đó bắt đầu sử dụng ma túy và các loại chất gây nghiện. Năm 1975, Chapman tới Hawaii và quyết định tự tử song không thành. Năm 1979, hắn cưới một người phụ nữ Mỹ gốc Nhật.
Chapman luôn bị ám ảnh bởi tiểu thuyết Bắt trẻ đồng xanh, Tám mươi ngày vòng quanh thế giới và John Lennon.

#### Lời khai của Chapman
Sau khi thực hiện vụ ám sát và bị bắt, Chapman đã khai tất cả những âm mưu và kế hoạch ám sát John Lennon cho cảnh sát và các thẩm phán.
Chapman khai rằng hắn muốn giết John Lennon để được nổi tiếng. Trong mắt hắn, John Lennon là một thần tượng, một người thành công, một người được cả thế giới trọng vọng và ngưỡng mộ, còn hắn ta không có gì là nổi bật. Chapman nói: Vì John Lennon "vĩ đại hơn Chúa Jesus (cuộc phỏng vấn của The Beatles năm 1966)" nên hắn giết John Lennon để khiến John là của riêng hắn. Chapman thậm chí hắn còn xuyên tạc luôn cả lời bài hát của ca khúc "Imagine" của John Lennon: "Imagine John Lennon dead." ("Hãy tưởng tượng rằng John Lennon đã chết.")

#### Các giả thuyết khác
Dù Chapman đã tự thú mọi hành vi và kế hoạch trước tòa, và cũng chính vì lý do đó mà Yoko Ono không cho phóng thích hắn cho tới tận ngày nay, tuy nhiên lại có vài giả thuyết khác về động cơ gây án của Mark Chapman.
Cảnh sát rất nhanh chóng và dễ dàng bắt được hung thủ. Hai ngày trước khi xảy ra vụ việc này, Chapman đến New York ở nhà của hội nam thanh niên Cơ đốc giáo cách nơi ở Lennon khoảng 9 khu phố.Trước và sau khi cảnh sát hỏi cung,ban đầu hung thủ vẫn không khai ra động cơ giết Lennon. Có người cho rằng Chapman bị mắc chứng bệnh Hysteria cuồng loạn. Những kẻ mắc chứng bệnh này nếu bị kích động hay tâm trạng hưng phấn là không thể kìm chế nổi hành vi của mình. John Lennon là người quan tâm đến chính trị hơn các thành viên khác trong ban nhạc The Beatles. Những ca khúc cuối cùng của ông mang ý nghĩa chỉ trích xã hội hiện nay và hoài nghi về tương lai xã hội loài người sau này. John Lennon còn là một nhân vật tích cực của phong trào hòa bình trên thế giới. Vì vậy ông  nhiều lần bị kẻ khác công kích và đe dọa đến tính mạng của mình. Vào năm 1964, khi ban nhạc The Beatles biểu diễn ở Pháp, anh từng nhận được mảnh giấy sau ánh đèn sân khấu từ một kẻ nặc danh "9h tối nay ta sẽ giết ngươi". Đêm hôm đó khi đến New York, Chapman đã thuê xe taxi đến làng Greenwich. Ngày hôm sau, hắn đột ngột rời hội thanh niên cơ đốc giáo,chuyển đến khách sạn Hilton. Ở đây, hắn ăn một bữa ăn thịnh soạn.Tối ngày thứ hai hắn nổ súng bắn chết Lennon.Với những chi tiết này có không ít người hoài nghi có kẻ thuê Chapman giết Lennon.

### Ám sát

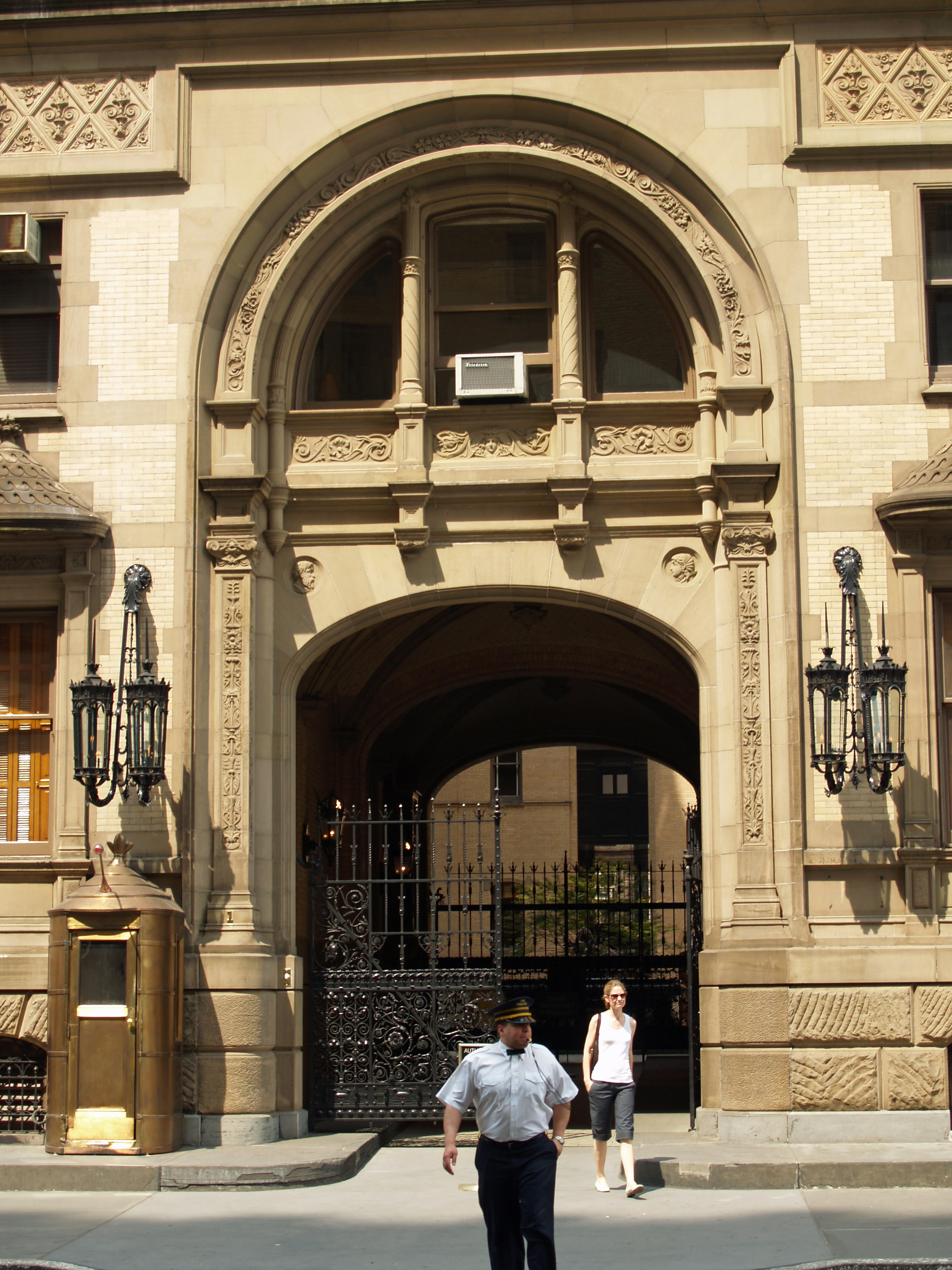
Cổng vào tòa nhà The Dakota, nơi John Lennon bị bắn

Chapman có kế hoạch ám sát John Lennon từ tháng 10 năm 1980. Hắn tới New York, nhưng phải quay lại Atlanta nên tới tận tháng 11, hắn mới trở lại Manhattan. Sau khi xem bộ phim Ordinary People, hắn đã về Hawaii, nói với vợ rằng hắn từng muốn ám sát John Lennon song không còn ý định đó nữa. Tháng 12 năm 1980, hắn tới New York và gặp một bác sĩ tâm lý và hắn tặng cho tên tài xế taxi cocain để đưa hắn tới tòa nhà The Dakota. Chapman khai đó là ý tưởng từ Bắt trẻ đồng xanh.
Ngày 8 tháng 12 năm 1980, Chapman đưa ra quyết định phải ám sát bằng được John Lennon. Hắn muốn thực hiện việc đó càng sớm càng tốt.Sáng ngày mùng 8, hắn đã xuất hiện ở The Dakota,song lúc đó John đã ra khỏi nhà.Sự chờ đợi quá lâu khiến hắn khó chịu, và dần dần thành đổi ý không muốn làm nữa nhưng cuối cùng hắn vẫn quyết định ra tay sát hại John Lennon.
Tới chiều, Chapman mới quay lại tòa nhà. 17h05', John Lennon cùng Yoko Ono ra khỏi The Dakota. Thấy John, Mark Chapman cố gắng tiến sát tới để xin chữ ký và muốn được chụp ảnh cùng vợ chồng John Lennon . Ngay lúc đó John Lennon rất nhiệt tình cũng như đồng ý và còn hỏi "Chỉ vậy thôi sao???" và Chapman mỉm cười. Paul Goresh, một fan hâm mộ cũng đến gặp John Lennon lúc đó, đã ghi lại bức ảnh nổi tiếng chụp lại khoảnh khắc ấy. Việc quá dễ tiếp cận John Lennon khiến Mark Chapman quyết định thực hiện vụ ám sát khi John Lennon trở lại thêm một lần nữa tại chính The Dakota.
Tối ngày 8 tháng 12 năm 1980, lúc này,Đài truyền hình khi đó đang phát cảnh lúc buổi chiều phỏng vấn Lennon do Đài truyền hình San Fancisco thực hiện,ông đang mỉm cười nói với khán giả: "Chúng ta hãy cùng nhau cảm ơn một điều rằng tất cả chúng ta đã vượt qua được những năm tháng khó khăn của sự phân hoá trên toàn cầu,sống qua cuộc chiến tranh Việt Nam và bê bối Watergate cùng biết bao những sự kiện biến động khác nữa.Chúng ta đã từng là những người nổi danh vào những thập niên 60 nhưng thế giới nay đã hoàn toàn khác.Nó đã thay đổi.Phía trước tôi là một tương lai chưa biết rồi sẽ ra sao nhưng cho dù thế nào đi chăng nữa thì tôi vẫn luôn còn đang đứng đây,chừng nào còn có thể có cuộc sống và sự hy vọng".
Sau cả ngày làm việc và thu âm, John và Ono rời phòng thu lúc trời đã tối để về nhà trên một chiếc xe đưa hòm đen qua khu Manhattan về toà nhà The Dakota bên Central Park. Xe dừng lại bên lề đường lúc 22h49'. John bước ra khỏi xe và tiến vào cổng trước Yoko. Ông đang nghe một trong những bản nhạc của bà, "Walking on Thin Ice". Khi ông bước vào lối cổng vòm dẫn tới cửa trước, ông nghe một giọng nói vang lên từ trong bóng tối cách ông vài bước. Giọng nói hỏi: "Ông Lennon???" John quay lại và Mark Chapman bắn 5 phát đạn từ khẩu P38 vào lưng và hông của ông trong tầm bắn ở cự ly rất gần. Một viên đạn trúng cửa sổ của tòa nhà, còn 4 viên còn lại găm thẳng vào người John. Lúc đó đã là 22h50' ngày 8 tháng 12 năm 1980.
John lảo đảo bước lên 6 bậc thềm, tới lối vào và chúi qua khung cửa, ngã vật xuống sàn ngay lối vào. Yoko gào lên và chạy tới chỗ ông, quát tháo tay gác cổng bàng hoàng, bảo ông ta gọi xe cấp cứu. Chapman điềm tĩnh vứt khẩu súng xuống đất và lạnh lùng theo dõi Yoko đang lay gọi John Lennon và kêu cứu. "Ngươi có biết mình đã làm gì không?" người gác cổng của The Dakota thét lên. "Tôi vừa bắn John Lennon", Chapman đáp lại một cách thản nhiên. Người đó ngay lập tức quay số điện thoại gọi cảnh sát và nhanh chân đá tung khẩu súng của Chapman đang nằm dưới đất ra xa. Lúc gục xuống, trên tay John vẫn cầm là bản thu âm "Walking in Thin Ice" của Yoko Ono.
Hai phút sau, một xe cảnh sát tới và hai cảnh sát dí Chapman vào tường,vài thước cách chỗ John đang nằm trên vũng máu. Nhận thấy không thể chờ xe cứu thương, một trong hai sĩ quan cảnh sát đã chở John bằng xe tuần tra và phóng tới bệnh viện gần đây nhất, Bệnh viện St. Luke's-Roosevelt trên đường 58th.Tổ cấp cứu của bệnh viện đã được báo trước bằng một thông điệp truyền tin vô tuyến từ radio cassette trên xe cảnh sát. Hơn 20 bác sĩ và y tá đã chiến đấu để cứu John nhưng là một công việc không thể thực hiện được: 23h15', John đã chết vì mất máu cấp khi tới bệnh viện.

## Bắt giữ và quyết định của tòa án

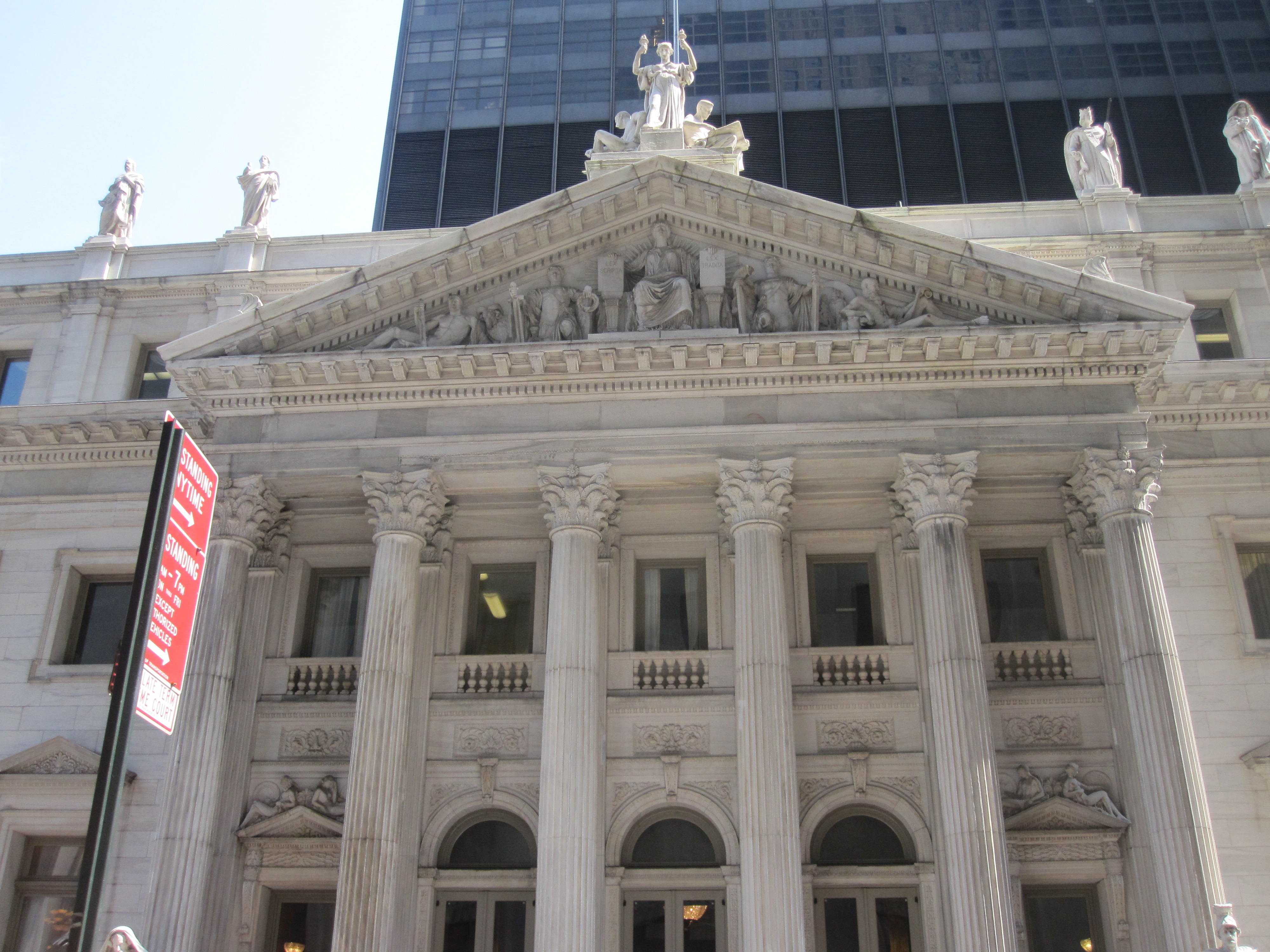
Tòa án sơ thẩm New York tại Đại lộ Madison, nơi tuyên án Mark Chapman

Chỉ 2 phút sau khi nhận được tin báo, cảnh sát New York đã tới ngay hiện trường. Mark Chapman vẫn thư thái hút thuốc và không hề có bất kỳ phản kháng nào trước lệnh bắt giữ của cảnh sát.
Hôm sau, trước mặt cảnh sát New York, hắn bị thẩm vấn ngắn gọn 15', trước khi được chờ điều tra và đưa ra kết án ở tòa án thành phố. Ngày 18 tháng 12 năm 1980, Mark David Chapman thú nhận mọi hành vi tội ác trước các công tố viên và khẳng định hắn là thủ phạm duy nhất.
Mark Chapman hầu tòa lần đầu tiên vào ngày 29 tháng 1 năm 1981. Lần thứ hai vào ngày 22 tháng 6 và tới lần thứ 3 vào tháng 8,thẩm phán Edwards tuyên bố Chapman có nhiều vấn đề về thần kinh và tâm lý cần điều trị. Luật sư của gia đình Lennon giải thích với Chapman rằng cần phải trả giá cho "hành động tội ác cực kỳ nghiêm trọng trong quá khứ". Tòa án New York lý luận thêm: "Bắn John Lennon, ông Chapman đã làm tổn thương bà Yoko Ono bởi bà này phải trực tiếp chứng kiến cảnh chồng mình bị giết. Trong suốt quá trình thẩm vấn, ông Chapman nói hành động giết người là hệ quả của việc tinh thần bị kích động quá mức. Cho dù điều này có thực sự đi chăng nữa, Chapman vẫn không thể được tự do. Ân xá cho người này có thể làm ảnh hưởng đến tính nghiêm minh của luật pháp".
Yoko Ono không tới tham dự các phiên xử, song tuyên bố sẽ chỉ đồng ý ký vào đơn làm chứng khi tòa tuyên án mức cao nhất đối với kẻ sát nhân. Với hàng loạt tội danh nghiêm trọng, Mark Chapman bị tuyên án tù chung thân quản thúc tại Trung tâm Phục hồi nhân phẩm Attica - một nhà tù nổi tiếng nghiêm ngặt ở thành phố New York và chỉ được ân xá dưới sự chấp thuận từ Yoko Ono. Tuy nhiên, các thẩm phán cũng yêu cầu Chapman phải được điều trị kịp thời về khả năng tâm lý trong vòng 20 năm và tối đa là lên tới 25 năm.

### Đơn xin kháng án của Mark Chapman
Năm 2000, sau 20 năm thụ án, Chapman có quyền xin ân xá lần đầu tiên. Trong bức thư hắn viết: "Tôi tin rằng anh ấy (John Lennon) sẽ độ lượng và muốn tôi trở thành một công dân tự do". Trong những bức thư xin ân xá lần thứ 2 và thứ 3, Chapman cũng chỉ đưa ra lý lẽ tương tự, và tất nhiên, tòa án New York đều không thể chấp nhận được lý do quá ngớ ngẩn và tự biên tự diễn đó.
Những người thân của người nghệ sĩ thiên tài chưa nguôi cơn giận. Trả lời phỏng vấn trước phiên tòa ân xá năm 2004, Yoko Ono kịch liệt phản đối việc ân xá cho Chapman: "Tôi lo lắng cho sự an toàn của mình và 2 người con trai của John là Julian và Sean Lennon. Nếu Chapman được trả tự do,tính mạng chúng tôi có thể bị đe dọa". Một người em gái cùng cha khác mẹ của John Lennon cũng lên tiếng phản đối việc ân xá: "Tất cả chúng tôi, kể cả Yoko, đều viết vào hồ sơ của tòa án rằng chưa thể trả tự do cho Chapman dù ông ấy đã ở tù gần 25 năm.Quyết định cuối cùng thuộc về tòa án nhưng tôi nghĩ rằng, trả tự do cho Chapman có thể khiến tính mạng của cả ông thẩm phán ấy và chúng tôi bị đe dọa. Tòa án nên xem xét đến yếu tố này trước khi đưa ra quyết định thật là kỹ lưỡng ".
Chapman từng viết: "Có một dòng điện cảm xúc chạy trong máu tôi. Hoàn toàn không có sự giận dữ. Một sự trống rỗng bao trùm.Trong đầu tôi, sự im lặng chết chóc lan tỏa. Im lặng, lạnh lùng và trống rỗng cho đến khi John bước tới. Ông ấy nhìn tôi và bước đi.Trong đầu tôi bỗng vang lên câu lệnh: "Hành động đi! Hành động đi! Hành động đi!". Câu nói đó lặp đi lặp lại và chỉ chịu kết thúc sau khi khẩu súng trong tay tôi rung lên." Thực tế, sau khi sát hại John Lennon, Chapman không hề có ý định biến mất khỏi hiện trường hoặc chống cự lại cảnh sát hay bất cứ ai, đó là hành động chỉ có ở một kẻ sát nhân tâm thần.Thế nhưng, những chi tiết này không mảy may giúp ích cho nỗ lực đến với thế giới tự do của Chapman.
Các quan tòa New York cũng đã nghiên cứu rất kỹ hồ sơ ngồi tù của Chapman. Trong suốt thời gian thụ án,tù nhân đặc biệt này đã hoàn tất một khóa học về luật và kinh tế. Hắn luôn tỏ ra ăn năn,hối cải và có nhiều đóng góp tích cực cho nhà tù. Nhìn hắn xuất hiện trước tòa, ít ai nghĩ rằng hắn từng là kẻ đã sát hại một tượng đài âm nhạc thế giới. Nếu giết một người khác chứ không phải Lennon của The Beatles huyền thoại, có lẽ Mark Chapman đã được ân xá từ rất lâu.
Năm 2004, trong bức thư gửi lên tòa án New York, Chapman trình bày rằng hắn bắn Lennon vì muốn trở nên nổi tiếng,vì hắn không là gì của xã hội; nhưng sau khi ám sát Lennon,thậm chí hắn còn không còn được một cuộc sống như trước, vì thế hắn mong muốn được ân xá để làm người công dân Mỹ thực thụ.
Có một thực tế là rất nhiều fan cuồng của John Lennon đã tuyên bố sẽ giết Mark Chapman nếu có cơ hội. Ở Attica, Chapman cũng được bố trí trong một khu riêng biệt và mỗi lần hắn được về thăm gia đình, gã tù nhân đặc biệt luôn được hộ tống bởi một nhóm bảo vệ. Chapman vẫn viết đơn xin ân xá 2 năm/lần song chưa từng bao giờ được chấp thuận.

## Phản ứng của The Beatles

### Paul McCartney
Buổi sáng ngày 9 tháng 12, Paul bật dậy khi nghe tin Lennon bị ám sát bên ngoài căn hộ The Dakota. Buổi tối ngày mùng 9 đó, khi Paul bước ra khỏi phòng thu trên đường Oxford, một đám đông phóng viên bao quanh chờ đợi. Khi được hỏi về phản ứng của mình về cái chết của Lennon, Paul trả lời: "Tôi thực sự bị sốc, đây là một tin tức tồi tệ." Paul cũng nói rằng anh đã ngồi ở studio cả ngày vì không muốn về nhà. Sau đó, ông nói thêm "Đó là một trở ngại sao? (It's a drag? Isn't it?)". Khi lời nói này được công bố, từ drag của Paul bị chỉ trích và mọi người lại rộ lên về một mối bất hòa dai dẳng của cặp John và Paul. Trong một cuộc phỏng vấn tiếp theo, Paul đính chính lại rằng ông không hề có ý thiếu tôn trọng mà chỉ vì đơn giản là ông không biết nói gì hơn sau khi thực sự buồn và sốc vì cái chết của John.
Năm 1984, Paul kể lại rằng buổi tối hôm đó (sau khi biết tin dữ) ông đã trở về nhà và xem TV cùng với các con. Và ông đã khóc cả buổi tối. Paul cũng kể rằng cú điện thoại cuối cùng với John diễn ra ngay trước khi Lennon và Yoko phát hành album Double Fantasy.
Nói về John, Paul nói: "Một gã thiên tài, có đi khắp thế giới cũng không tìm được một tay như thế." 
Chính Paul McCartney là người đề cử John Lennon vào Đại sảnh Danh vọng Rock and Roll năm 1994 trong sự hoan nghênh nhiệt liệt từ Yoko Ono và người hâm mộ.

### George Harrison
George Harrison bị sốc khá lớn khi nghe tin về cái chết của John. Song với tính cách của "Beatle trầm lặng" (the quiet Beatle), Harrison chủ yếu thể hiện bằng việc tham gia nhiệt tình ủng hộ mọi hoạt động tưởng nhớ về Lennon chứ không có bất kể tuyên bố hay phát biểu nào.
Ám ảnh về vụ ám sát John Lennon còn thêm sâu sắc với Harrison khi cuối năm 1999, George bị một kẻ tâm thần tương tự dùng dao tấn công tại nhà riêng của ông tại Henley-on-Thames. Dù bị trọng thương và bất tỉnh ngay tức khắc, song nhờ có sự giúp đỡ của vợ, tên sát nhân bị khống chế và George được đưa tới bệnh viện kịp thời. Harrison thoát khỏi tử thần, tuy nhiên anh phải nằm viện 3 tháng và từ đó ít tiếp xúc với báo chí và các dự án âm nhạc cho tới khi qua đời vì ung thư phổi năm 2001.

### Ringo Starr
Ringo Starr là người hoạt động tích cực nhất để tôn vinh John Lennon sau khi ông bị ám sát. Trong mọi hoạt động tưởng niệm, Ringo luôn đứng ra là người đại diện cho The Beatles để phát biểu và ông luôn nhắc tới John (tới năm 1993, mọi xung đột giữa Paul McCartney với Yoko Ono mới kết thúc và tới tận lúc đó, Paul mới trở lại là người phát ngôn chính thức của The Beatles).

### Hoạt động tưởng niệm
Tháng 6 năm 1981, 3 thành viên còn lại của The Beatles tái hợp trong bài hát "All Those Years Ago" (sáng tác bởi George Harrison) nói về những hồi tưởng về thủ lĩnh của họ. Paul còn có thu âm một bài hát riêng "Here Today" để tưởng nhớ John. Năm 1995, 3 thành viên The Beatles hoàn thành việc thu âm bài hát "Free as a Bird" từ một bản thu cassette từ năm 1978 của Lennon. Videoclip bài hát ghi lại quá trình hoạt động của The Beatles đi cùng với cuộc đời của John Lennon. Năm 1997, bài hát được trao giải Grammy cho ca khúc được  trình bày xuất sắc nhất (dưới tên The Beatles).
Năm 1995, Paul McCartney, George Harrison và Ringo Starr cho ra mắt bộ album The Beatles Anthology gồm các cảnh quay, hậu trường và cả những bài hát chưa thu của nhóm. Bộ album 3 phần được phát hành đầy đủ trong năm 1996. Đây chính là bộ album duy nhất kể về những điều chưa từng biết về John Lennon và The Beatles trước và sau khi tan rã (1970). Theo Paul, album là sự hồi tưởng về những vinh quang và cuộc đời của John, người thủ lĩnh bạc mệnh của ban nhạc.

## Đánh giá của báo chí

Bức ảnh chụp vợ chồng Lennon ngày 8 tháng 12 bởi Annie Leibovitz được chọn làm ảnh bìa của tạp chí Rolling Stone số tháng 1 năm 1981.

Trong ngày 9 tháng 12, tin tức về vụ ám sát John Lennon xuất hiện trên tất cả các trang nhất của các báo ở Mỹ và châu Âu. Các đài phát thanh và đài truyền hình cũng nhanh chóng hoàn thành tin tức bằng việc đưa tin trong bản tin sáng sớm. Tờ Time viết rất ngắn gọn "When the Music Died" trong số báo ra ngày 22 tháng 12 năm 1980 với chân dung John Lennon vẽ bằng màu ở trang bìa.
Tổng thống Mỹ lúc đó là Jimmy Carter cũng gửi lời chia sẻ tới Yoko Ono qua một bức thư tới gia đình Lennon. Tổng thống kế nhiệm ông, Ronald Reagan sau đó cũng gửi những lời chia buồn tới Ono (khi Lennon bị ám sát, kết quả bầu cử tổng thống Mỹ năm 1980 đã ngã ngũ vào cuối tháng 11 và Reagan chắc chắn sẽ trở thành Tổng thống Mỹ vào năm 1981) và khẳng định: "Dù không là người Mỹ song John Lennon là niềm tự hào với nước Mỹ, và là niềm tự hào của toàn nhân loại."
Theo kết quả điều tra của kênh âm nhạc VH1 từ các nhân vật tên tuổi ở Anh và Mỹ, vụ ám sát John Lennon được coi là sự kiện gây sốc nhất trong âm nhạc. Vụ ám sát đã đứng đầu danh sách 100 thảm hoạ tồi tệ nhất trong lịch sử nhạc rock và pop. Tờ Q đánh giá John Lennon là nghệ sĩ vĩ đại nhất của lịch sử từng bị ám sát. Rolling Stone gọi cái chết của John là "điều không thể bù đắp".
Nhiều báo coi vụ ám sát John Lennon là một trong những vụ ám sát chấn động nhất lịch sử thế giới.

## Truy điệu và tưởng nhớ

### Lễ truy điệu John Lennon

Dòng người hâm mộ đưa tiễn John Lennon phía ngoài nghĩa trang Ferncliff.

John Lennon được truy điệu tại nghĩa trang Ferncliff, Hastdale, New York ngày 10 tháng 12 năm 1980. Lễ tang có sự góp mặt của rất nhiều nhân vật nổi tiếng, từ thị trưởng thành phố New York và các nhân vật tên tuổi của nước Mỹ tới các con người ảnh hưởng vô cùng lớn tới sự nghiệp của ông như The Beatles, The Rolling Stones, Eric Clapton, Bob Dylan, Frank Sinatra, Elton John, George Martin,... Vợ cũ của John, Cynthia và con trai Julian Lennon cũng có mặt. Tại tang lễ, khoảng hơn 225.000 người cùng với khoảng 7.000 nhân viên an ninh đã tới quanh nghĩa trang.
Tuy nhiên, Yoko Ono quyết định hỏa táng Lennon thay vì chôn cất nên lễ truy điệu chỉ mang tính tượng trưng. Lý do nào khiến Ono quyết định hỏa thiêu John vẫn còn là bí ẩn. Ono nói bà sẽ viết hết về chồng và The Beatles trong cuốn tự truyện phát hành năm 2015. Song đã có nhiều suy đoán, rằng Ono làm vậy vì John Lennon đã từng viết về việc hỏa táng trong ca khúc của mình (ca khúc "Please Freeze Me"?), có suy đoán rằng Ono không muốn rằng mộ của John sau này sẽ bị đào bới, v.v. Cũng chính vì việc này mà nhiều người hâm mộ Lennon đã chỉ trích gay gắt Yoko Ono.
MacDougal, người đã có mặt tại buổi hỏa táng, viết trong cuốn sách Những ngày cuối của John Lennon, cho biết rằng khuôn mặt của Lennon đã vô cùng thanh thản và bình tĩnh cho đến khi ông được đưa vào lò hỏa thiêu. Sau đó, đột nhiên nó biến thành một "nụ cười đau đớn rùng rợn", đầy những nếp nhăn.

### Phản ứng của người hâm mộ và đồng nghiệp

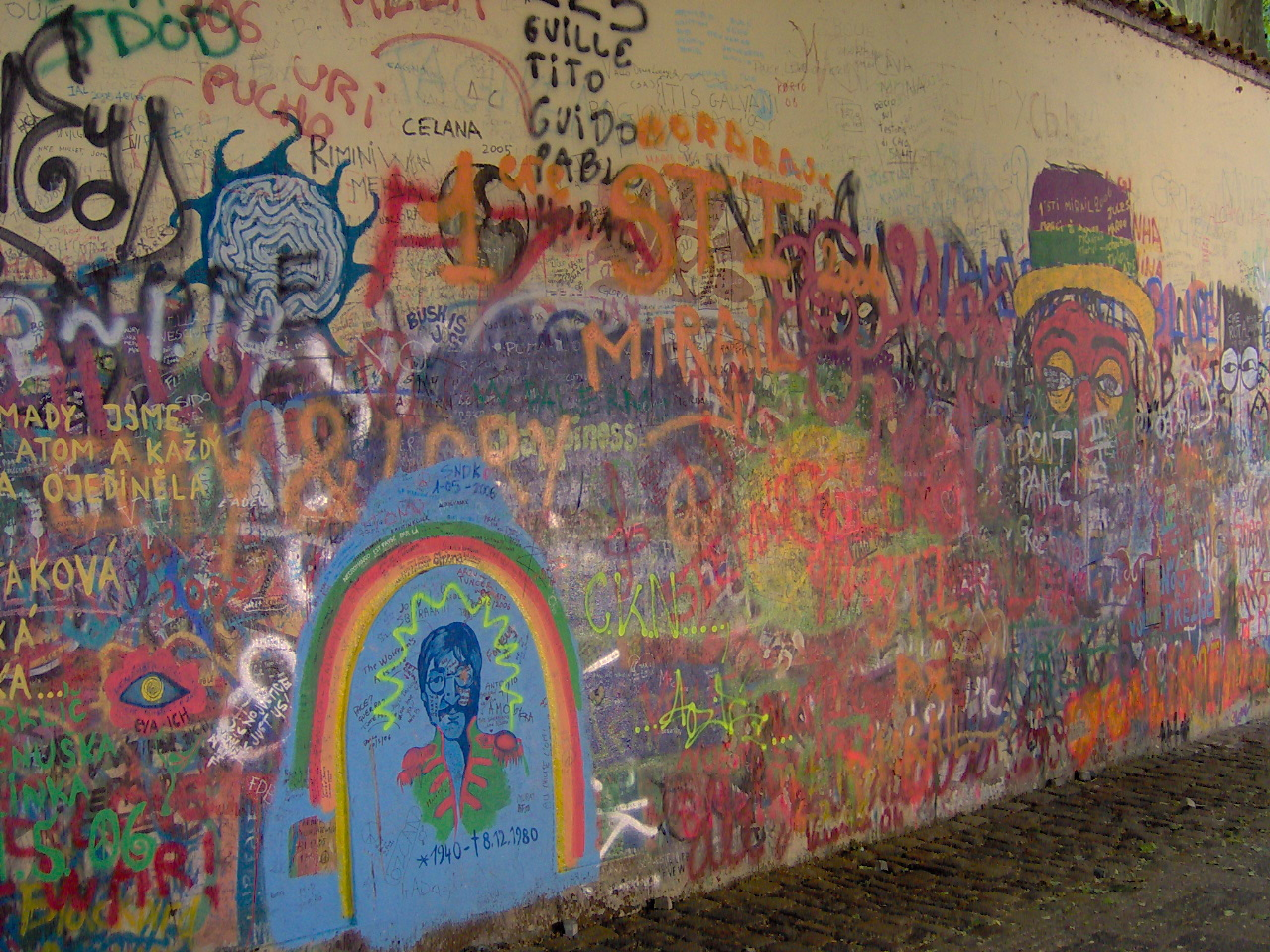
Bức tường John Lennon ở Praha, Cộng hòa Séc

Tin tức về cái chết của John Lennon được đưa lên ngay trong chương trình tối ngày 8 tháng 12. Howard Cosell, phóng viên đài ABC, huyền thoại môn bóng đá Mỹ, từng phỏng vấn John năm 1974 cũng trên MNF, là người thông báo thông tin với đại chúng trong giờ nghỉ giữa 2 hiệp của trận đấu bóng đá tối thứ hai giữa Miami Dolphins và New England Patroits.
"Chúng tôi phải nói với các bạn điều này. Cho dù đây chỉ là một trận bóng đá, bất kể ai thắng ai bại. Một bi kịch vừa xảy ra, được khẳng định từ ABC News. John Lennon, ở bên ngoài căn hộ ở phía Tây thành phố New York, người có lẽ là nổi tiếng nhất trong nhóm The Beatles, đã bị bắn hai phát đạn từ sau lưng, và chết trên đường đến bệnh viện Roosevelt."
Yoko đã phải nhờ truyền hình mong muốn họ không phát tin John bị ám sát vì sợ Sean sẽ bị sốc. Ono nói: "John chưa hề chết. Anh ấy luôn yêu quý toàn thể nhân loại. Xin hãy làm điều tương tự với anh ấy. Yoko và Sean"
Trong buổi phỏng vấn năm 2006, Ono xúc động nhớ lại: "Chúng tôi trở về từ phòng thu và tôi gợi ý là chúng tôi nên đi ăn tối trước khi trở về nhà nhưng John lại muốn về nhà và gặp Sean trước giờ đi ngủ của nó. Và thế là điều tồi tệ đó xảy ra". 
Ước tính có khoảng 200 người đã tới Bệnh viện St. Luke's-Roosevelt ngay lúc đó để thắp nến và cầu nguyện, và đám đông trở thành hơn 1000 người vào sáng hôm sau. Tuy nhiên mọi chuyện đã quá muộn khi John đã qua đời không bao lâu sau khi tới bệnh viện. Ít nhất có hai người tự sát sau khi nghe tin về cái chết của Lennon.

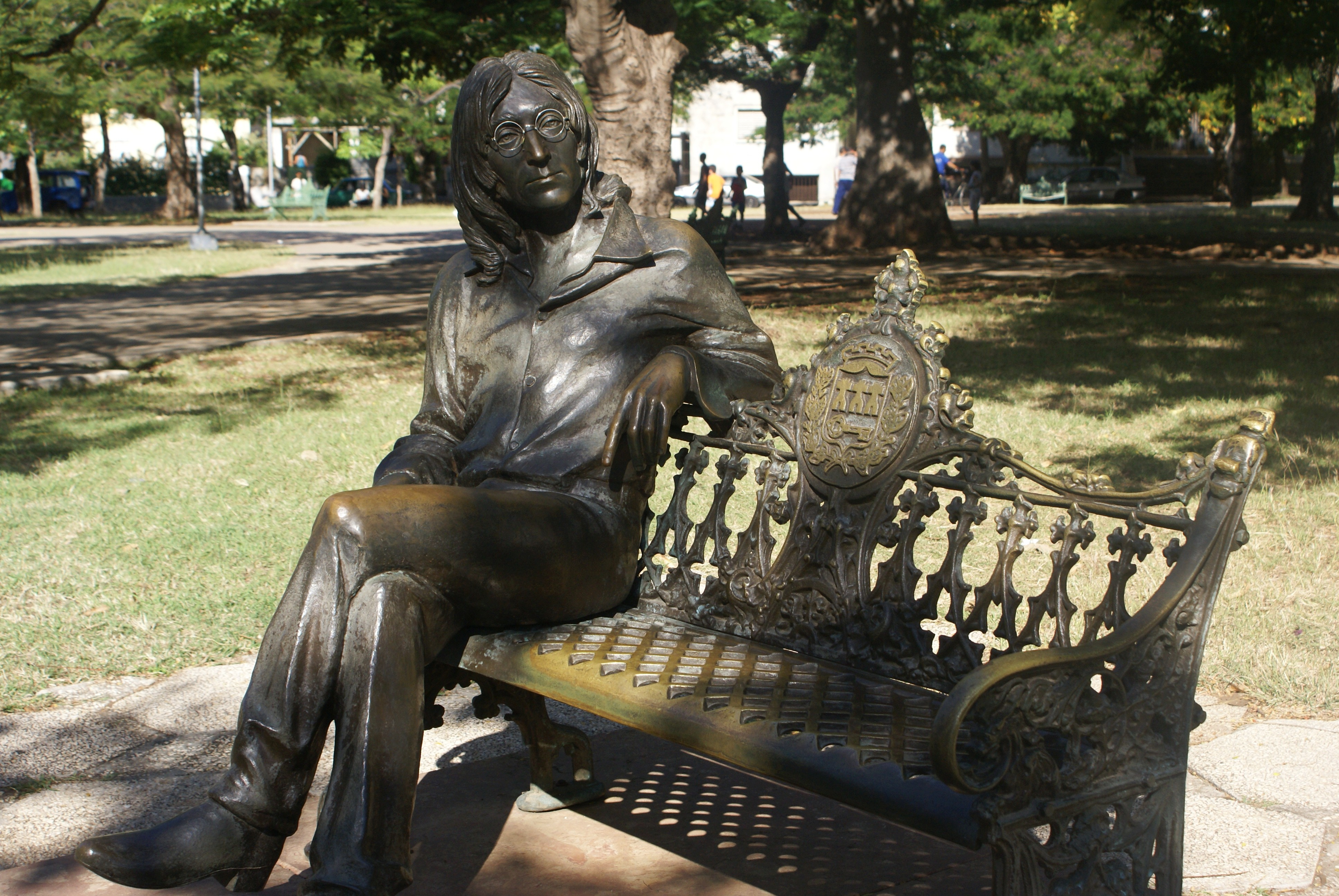
Tượng đài tưởng niệm John Lennon tại Cuba

Báo chí vào cuộc và chỉ trong ngày 9 tháng 12 năm 1980, cả Bắc Mỹ và toàn châu Âu đã nhận được tin về cái chết của John. Từ nước Anh, sau The Beatles, The Rolling Stones và The Who đều gọi đó là "một mất mát ghê gớm". Elton John gọi đó là cái chết lớn nhất sau sự ra đi của Elvis Presley. Eric Clapton quyết định bỏ dở kế hoạch thu âm album để tới New York ngay lập tức.
Ở Liverpool, quê hương John và The Beatles, hàng nghìn người đổ ra đường trong ngày thứ tư, 10 tháng 12, để hát và thắp nến cầu nguyện cho John Lennon.
Ngày chủ nhật 14 tháng 12 năm 1980, chừng ba mươi ngàn người đã tham dự lễ tưởng niệm John tại Công viên trung tâm thành phố New York.

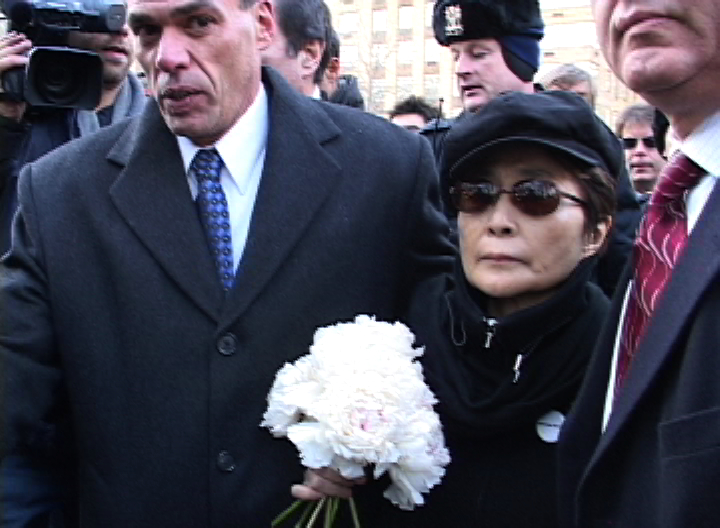
Yoko Ono đặt hoa tại Strawberry Fields năm 2005

Năm 1991, John Lennon được trao giải Grammy Thành tựu trọn đời. Yoko Ono và con trai của họ, Sean Ono Lennon, là những người tới buổi lễ và nhận giải thưởng. Năm 1994, nhân ngày có lệnh ngừng bắn với Georgia, nước cộng hòa Abkhazia đã cho phát hành bộ tem in hình John Lennon và Groucho Marx thay vì hình 2 lãnh tụ Vladimir Lenin và Karl Marx. 20 năm sau ngày Lennon bị ám sát, Chủ tịch Fidel Castro khánh thành bức tượng John Lennon bằng đồng ở một công viên ở thủ đô La Habana. Năm 2000, bảo tàng John Lennon mở cửa ở thành phố Saitama, Nhật Bản (đóng cửa vào tháng 9 năm 2010). Cùng năm 2000, sân bay thành phố Livepool được đổi tên thành sân bay John Lennon Liverpool. Một tiểu hành tinh phát hiện năm 1983 được đặt theo John Lennon (4147 Lennon). Ngày 9 tháng 12 năm 2006, một tấm bia tưởng niệm John được dựng thành phố Puebla, México. Ngày 9 tháng 12 năm 2007, một công trình tưởng niệm John mang tên Tháp Imagine Hòa bình được dựng ở đảo Viðey, Iceland và vẫn được thắp sáng từ ngày 9 tháng 10 tới 8 tháng 12 hằng năm.
30 năm sau vụ ám sát, tạp chí Rolling Stone mới công bố đầy đủ hết tất cả buổi phỏng vấn cuối cùng với John Lennon, thực hiện bởi Jonathan Cott ngày 5 tháng 12 năm 1980, trong một ấn phẩm đặc biệt dành riêng cho John, phát hành đúng ngày 8 tháng 12 năm 2010. Ấn phẩm đặc biệt cũng dành thêm những chi tiết cho những bài viết trước và sau vụ ám sát và những bài phỏng vấn John trong năm 1980 cùng với những video, những album gắn liền với John và The Beatles. Trong ấn phẩm có cả những bài hát tưởng nhớ John và cả những bài hát của Yoko Ono tặng tới John.
Yoko Ono nói vào ngày 8 tháng 12 năm 2010: "Trong ngày tưởng nhớ bi kịch xảy ra với John, hãy cùng tôi bày tỏ tình yêu sâu sắc và sự tôn trọng đối với anh ấy. 40 năm ngắn ngủi trong cuộc đời mình, anh ấy đã trao tặng thế giới này quá nhiều thứ. Cả thế giới thật may mắn khi được biết đến John, đến ngày hôm nay, chúng tôi vẫn còn học được rất nhiều điều từ anh. Chúng tôi yêu anh, John".

### Strawberry Fields

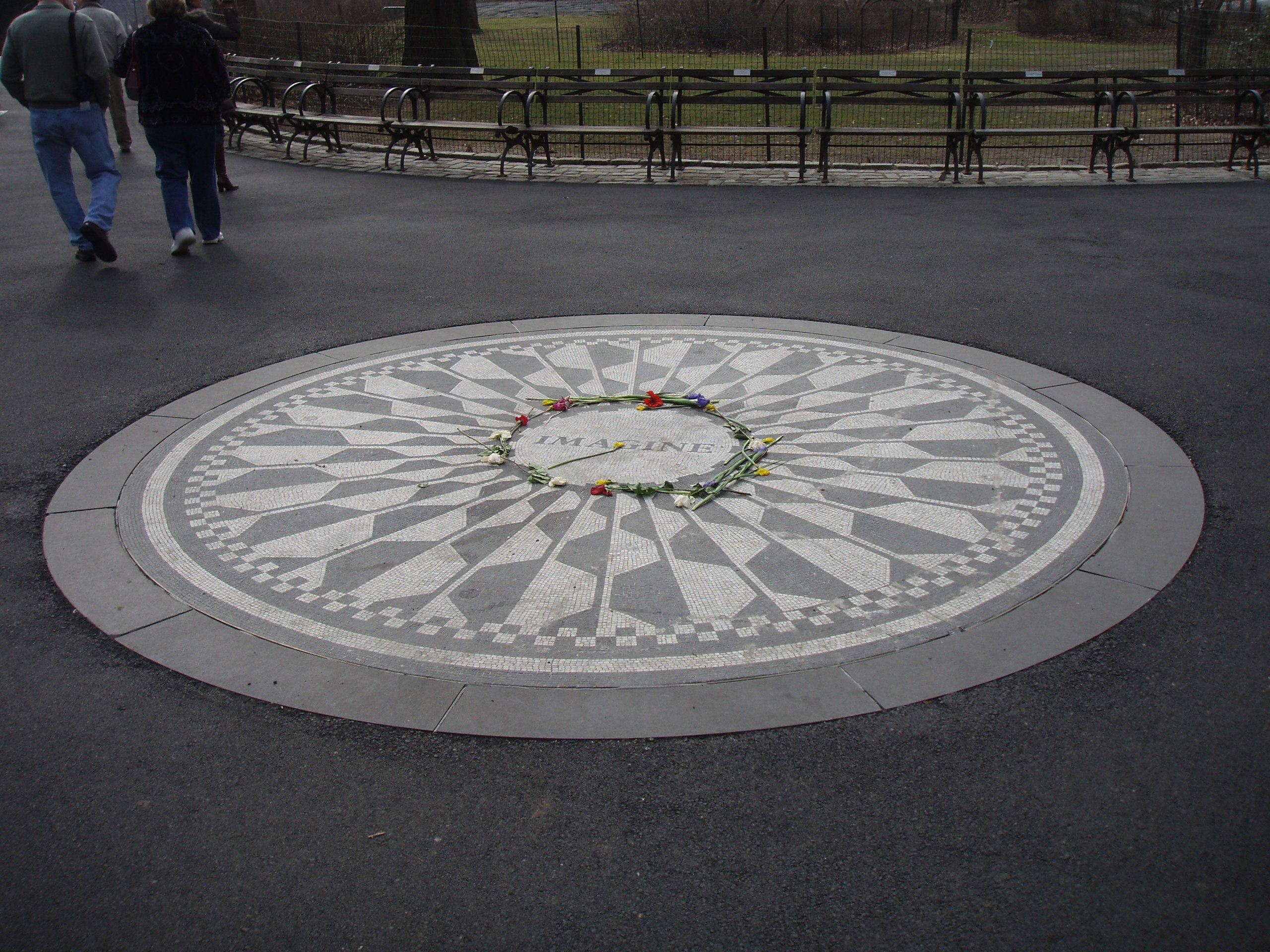
Khảm đá Imagine tại Strawberry Fields

Năm 1985, chính quyền thành phố New York quyết định lấy một góc của Công viên trung tâm thành phố, đối diện toà nhà The Dakota thành nơi tưởng niệm John Lennon. Công viên là nơi John vẫn thường đi dạo. Khu vực đó được đặt tên là Strawberry Fields – lấy tên từ sáng tác nổi tiếng của John cho The Beatles, "Strawberry Fields Forever". Chỉ là một khoảng không gian rất nhỏ, song Strawberry Fields nhận được sự quan tâm của đông đảo người hâm mộ. Rất nhiều quốc gia đã gửi mọi loại cây và hoa tới trồng ở khu vực tưởng niệm. Những loại cây được tặng đều là những loại cây quý và có thể dễ dàng nhận ra từ nhiều góc trong công viên. Hơn hết, thành phố Napoli của Italia gửi tặng một bức khảm bằng đá ở trên có ghi Imagine - tên của bài hát nổi tiếng của John Lennon.
Strawberry Fields là địa danh tưởng niệm John Lennon nổi tiếng nhất thế giới. Ước tính có khoảng 2-3 triệu lượt khách tới Strawberry Fields mỗi năm. Hằng năm, rất nhiều người hâm mộ tới đặt hoa, ảnh, guitar và vô vàn đồ vật liên quan tới John đặt tại đây. Khu vực Imagine luôn là khu vực thu hút nhiều người tới nhất. Năm 2010, trong dịp kỉ niệm 30 năm ngày mất của John, bất chấp giá rét, khoảng 600 người hâm mộ đã ở quanh khu vực Imagine suốt đêm để hát và thắp nến tưởng nhớ John.

## Lên màn ảnh
Năm 2006, đạo diễn Andrew Piddington quyết định đưa vụ ám sát John Lennon lên màn ảnh (The Killing of John Lennon), Jonas Ball thủ vai Mark Chapman. Bộ phim thứ 2 là bộ phim Chapter 27 ra mắt vào tháng 1 năm 2007 của đạo diễn J. P. Schaefer với sự diễn xuất của siêu sao Jared Leto trong vai tên sát nhân.